# Лодка напуска пристанището
„Лодка напуска пристанището“ (на френски: Barque sortant du port) е френски късометражен документален ням филм от 1895 година, заснет от продуцента и режисьор Луи Люмиер.

## Сюжет
Една лодка напуска пристанището, отведена в бурното море от трима мъже. Две жени и едно дете стоят на близкия мостик и наблюдават отплуването на лодката.